# Eduard Leuchert

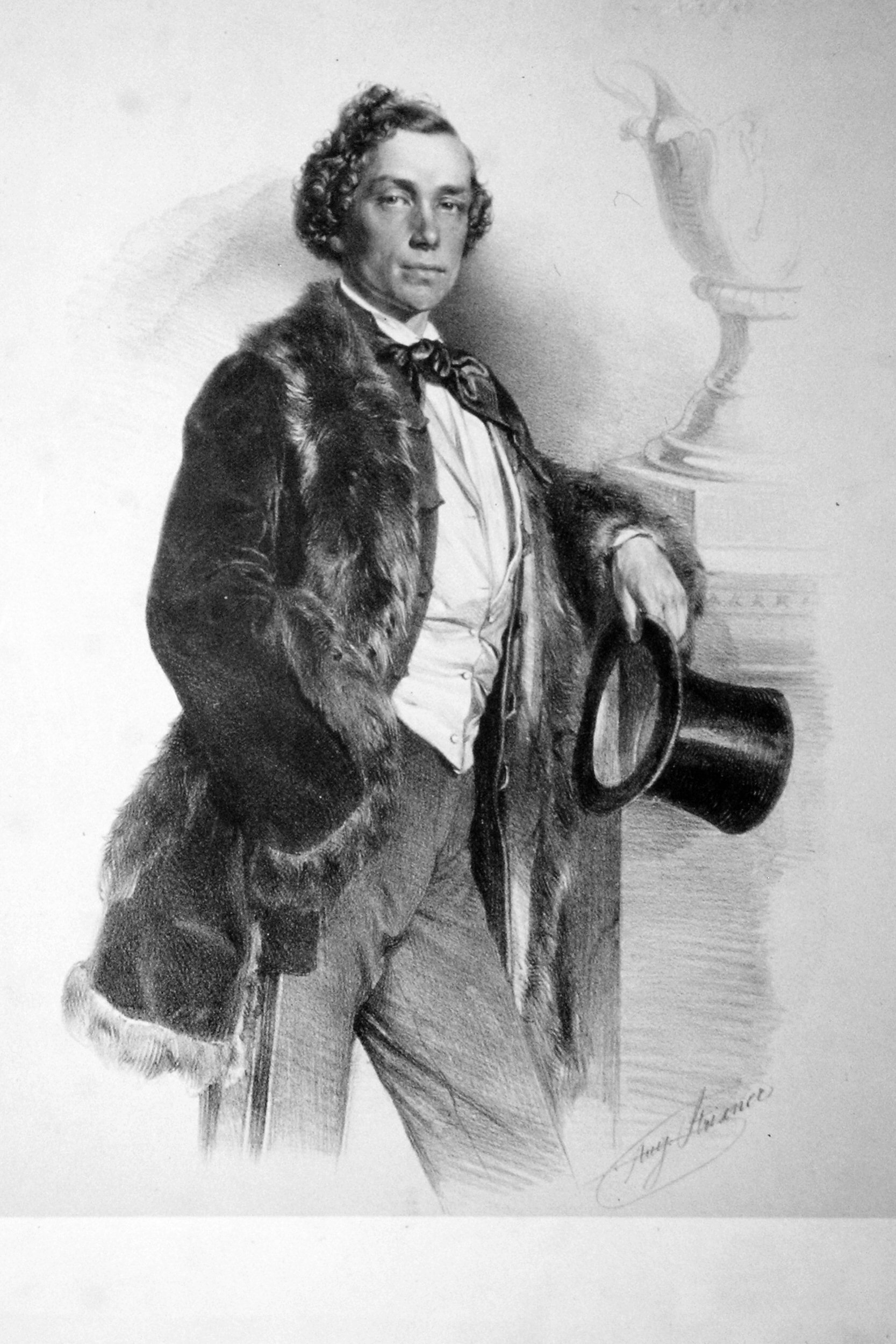
Eduard Leuchert, Lithographie von August Strixner, ca. 1850

Eduard Leuchert (* 10. März 1823 in Zuckmantel, Kaisertum Österreich; † 8. Dezember 1883 in Wien) war ein österreichischer Schauspieler und von 1864 bis zu seinem  Suizid 1883 Burgschauspieler.

## Leben
Eduard Leuchert war der Sohn des gleichnamigen Prinzipals eines Wandertheaters, in der er zunächst in Kinderrollen auftrat. Nach kleineren eigenen Engagements spielte Leuchert zunächst von 1840 bis 1850 am Theater an der Wien Liebhaberrollen.
1850 wurde er als Heldendarsteller an das Theater in der Josefstadt verpflichtet. Als Hauptdarsteller in den damals beliebten Ritter- und Abenteurerstücke war er in diesem Theater einer der meistbeschäftigten Schauspieler. Er wurde dadurch bald der Liebling vor allem des weiblichen Publikums. Mit seiner imponierenden Gestalt und seiner prägenden Stimme war er besonders für diese Stücke geeignet.
1864 wurde er am Burgtheater engagiert, wo er aber nur wenig und nur in kleineren Rollen beschäftigt war.
Am 8. Dezember 1883 schied er durch Suizid aus dem Leben.
Eduard Leuchert war in erster Ehe mit der Schauspielerin Bertha Rathmeyer, nach deren Tod in zweiter Ehe mit der Sängerin und Schauspielerin Marie Spiller (1852–1894) verheiratet. Seine ältere Schwester Agnes, mit der er in seinen Wanderjahren auf der Bühne stand, war selbst Schauspielerin und Operettensoubrette und mit dem Theaterdirektor Josef Ferdinand Nesmüller verheiratet.